# Düdingen
Düdingen (franska: Guin) är en ort och kommun i distriktet Sense i kantonen Fribourg i Schweiz. Kommunen hade 8 939 invånare (2023).